# Catania (provins)
Catania var en provins i regionen Sicilien i Italien. Catania var huvudort i provinsen.  Provinsen etablerades 1860 i samband med Kungariket Sardiniens annektering av Kungariket Bägge Sicilierna. Provinsen upphörde 2015 när den ombildades till storstadsregionen Catania.

## Administration
Provinsen Catania var indelad i 58 comuni (kommuner) 2015.

## Geografi
Provinsen Catania gränsar:
- i norr mot provinsen Messina
- i öst mot Joniska havet
- i syd mot provinserna Siracusa och Ragusa
- i väst mot provinserna Caltanissetta och Enna

Vulkanen Etna ligger i provinsen.